# 帝国义勇骑兵团
帝国义勇骑兵团（Imperial Yeomanry）是英國陸軍的一支志愿骑兵团，主要活跃于第二次布尔战争。它成立于1900年1月2日，最初是从中产阶级和自耕农（yeomanry）中招募的，但随后更多加入的是工人。它于1908年正式解散，部分并入英國陸軍後備部隊。

## 历史
在这支部队建立之前，英国陆军中就已经有自耕农组成的骑兵部队，历史可以追溯到1794年。因布尔战争兵力不足，1899年12月18日，朗斯代尔勋爵和切舍姆勋爵提出从国内自耕农招募2,300人前往南非服役。1900年1月2日，帝国义勇骑兵队正式成立。到战争结束时，人数接近35,000人，以连和营划分。